# Lista liderów strzelców niemieckiej Bundesligi koszykarskiej
Lista liderów strzelców niemieckiej Bundesligi koszykarskiej – lista zawiera nazwiska zawodników, którzy zostali liderami strzelców niemieckiej Bundesligi koszykarskiej oraz wcześniej ligi Republiki Federalnej Niemiec (RFN).
Kiedy liga funkcjonowała w RFN liderzy klasyfikowani byli na podstawie sumy zdobytych w danym sezonie punktów. Oficjalną klasyfikację najlepszych strzelców rozpoczęto w sezonie 1966/1967. Kiedy powstały Niemcy oraz niemiecka Bundesliga koszykarska (BBL) liderów zaczęto klasyfikować według średniej zdobywanych punktów.

## Liderzy według liczby zdobytych punktów

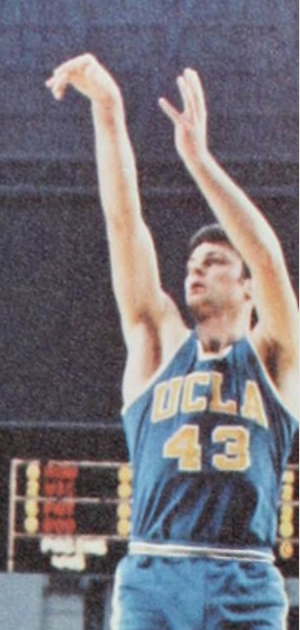
Terry Schofield był liderem strzelców ligi niemieckiej w 1974.

Adnotacja: Flagi prezentują narodowość, którą zawodnik legitymuje się w rozgrywkach FIBA. Zawodnicy mogą posiadać również inne obywatelstwa, spoza obszaru funkcjonowania FIBA, nie zostały one tutaj uwzględnione.
| Sezon                                       | Zawodnik                                    | Nar.                                        | Klub                                        | Liczba punktów                              | Przyp.                                      |
| Według liczby punktów (1966/1967–1989/1990) | Według liczby punktów (1966/1967–1989/1990) | Według liczby punktów (1966/1967–1989/1990) | Według liczby punktów (1966/1967–1989/1990) | Według liczby punktów (1966/1967–1989/1990) | Według liczby punktów (1966/1967–1989/1990) |
| ------------------------------------------- | ------------------------------------------- | ------------------------------------------- | ------------------------------------------- | ------------------------------------------- | ------------------------------------------- |
| 1966–67                                     | Dieter Sarodnick                            |                                             | Post-SV Hannover                            | 447                                         | [ 1 ]                                       |
| 1967–68                                     | Dieter Sarodnick (2)                        |                                             | Post-SV Hannover                            | 465                                         |                                             |
| 1968–69                                     | Volkmar Knopke                              |                                             | MTV Wolfenbüttel                            | 423                                         |                                             |
| 1969–70                                     | Volkmar Knopke (2)                          |                                             | MTV Wolfenbüttel                            | 479                                         |                                             |
| 1970–71                                     | Bohumil Tomášek                             | Czechosłowacja                              | SSV Hagen                                   | 507                                         |                                             |
| 1971–72                                     | Jim Wade                                    | Stany Zjednoczone                           | Bamberg                                     | 485                                         |                                             |
| 1972–73                                     | John Ecker                                  |                                             | TuS 04 Leverkusen                           | 504                                         |                                             |
| 1973–74                                     | Terry Schofield                             | Stany Zjednoczone                           | ASC 1846 Getynga                            | 335                                         |                                             |
| 1974–75                                     | Dennis Curran                               | Stany Zjednoczone                           | MTV 1846 Gießen                             | 574                                         |                                             |
| 1975–76                                     | "Pinky" Smith                               | Stany Zjednoczone                           | SSV Hagen                                   | 485                                         |                                             |
| 1976–77                                     | Ljubodrag Simonović                         |                                             | Bamberg                                     | 544                                         |                                             |
| 1977–78                                     | Rainer Frontzek                             |                                             | USC Heidelberg                              | 818                                         |                                             |
| 1978–79                                     | Hans DeWitt                                 | Stany Zjednoczone                           | MTV Wolfenbüttel                            | 725                                         |                                             |
| 1979–80                                     | John Britton                                | Stany Zjednoczone                           | Eintracht Frankfurt                         | 721                                         |                                             |
| 1980–81                                     | Lou Hardy                                   | Stany Zjednoczone                           | BG DEK/Fichte Hagen                         | 633                                         |                                             |
| 1981–82                                     | Michael Pappert                             |                                             | BSC Saturn Kolonia                          | 661                                         |                                             |
| 1982–83                                     | Georg Kämpf                                 |                                             | USC Bayreuth                                | 614                                         |                                             |
| 1983–84                                     | Eugene Richardson                           | Stany Zjednoczone                           | SSV Hagen                                   | 685                                         |                                             |
| 1984–85                                     | Mike Jackel                                 |                                             | ASC 1846 Getynga                            | 625                                         |                                             |
| 1985–86                                     | Brent Timm                                  | Stany Zjednoczone                           | SSV Hagen                                   | 803                                         |                                             |
| 1986–87                                     | Mike Jackel (2)                             |                                             | BSC Saturn Kolonia                          | 524                                         |                                             |
| 1987–88                                     | André Hills                                 | Stany Zjednoczone                           | BSG Basket Ludwigsburg                      | 554                                         |                                             |
| 1988–89                                     | Keith Gray                                  | Stany Zjednoczone                           | TSV Hagen 1860                              | 541                                         |                                             |
| 1989–90                                     | Rimas Kurtinaitis                           |                                             | SSV Hagen                                   | 638                                         | [ 1 ]                                       |

## Liderzy według średniej punktów

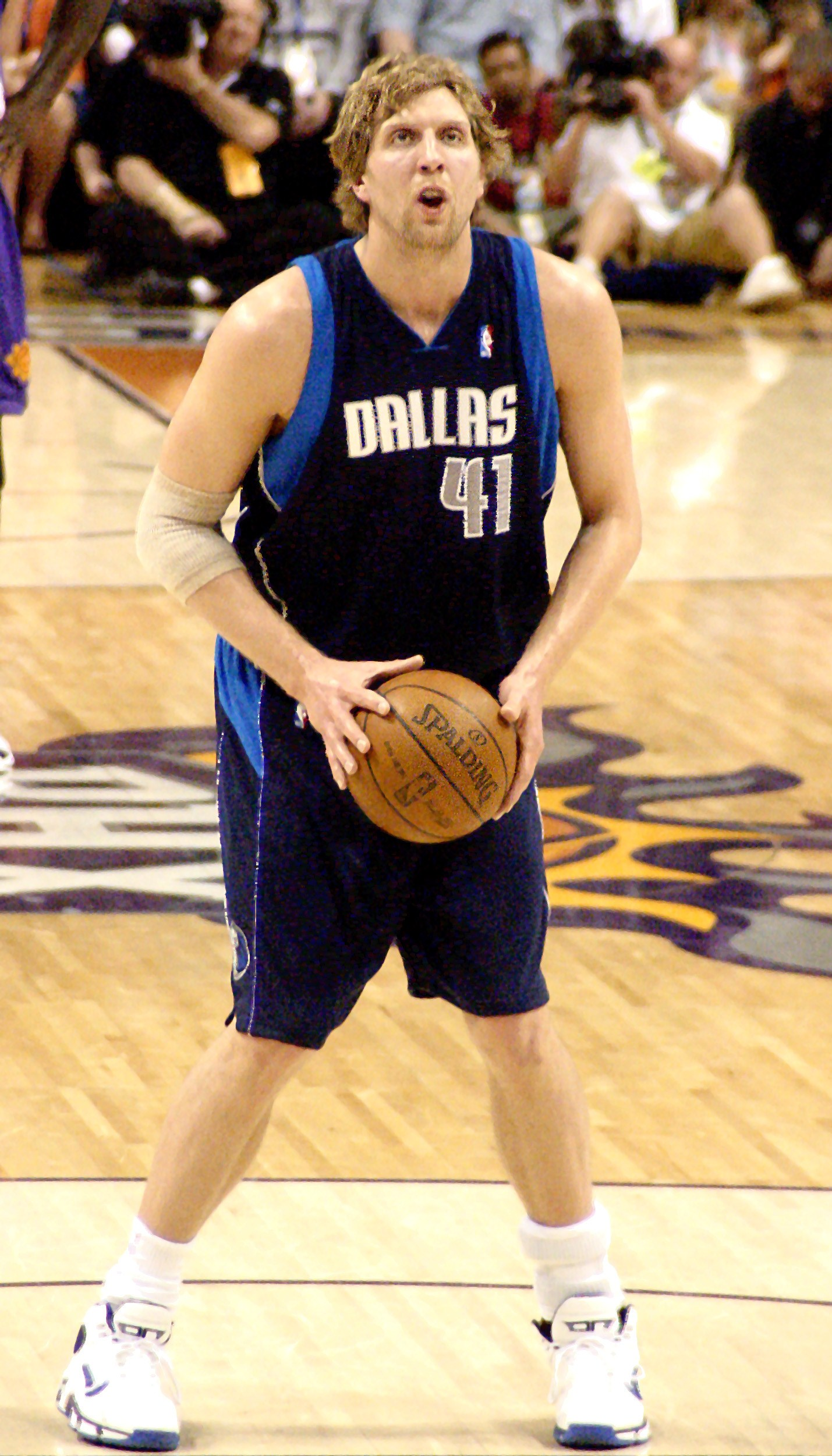
Dirk Nowitzki został liderem strzelców ligi w 1999.

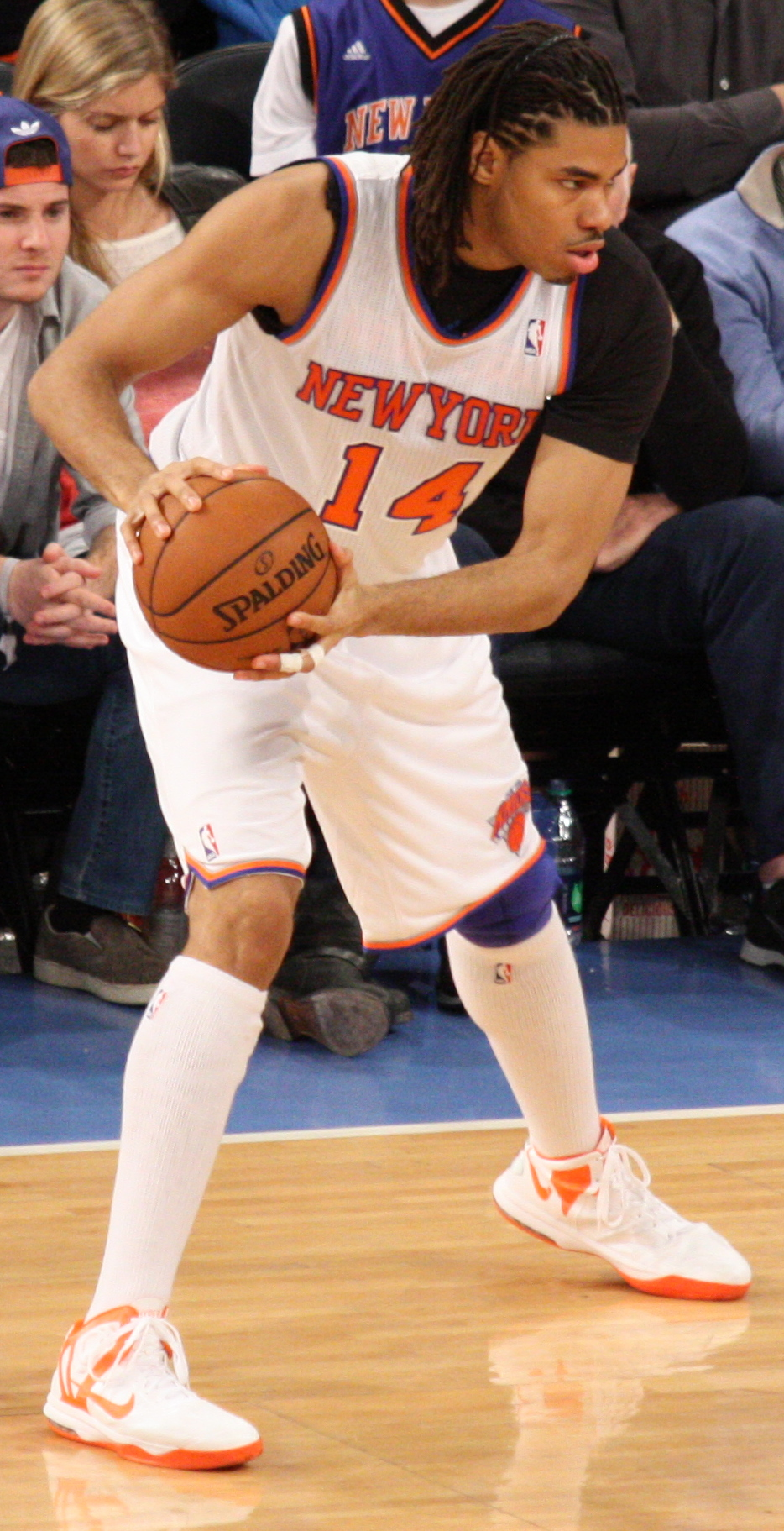
Chris Copeland – lider strzelców Bundesligi z 2010.

Adnotacja: Flagi prezentują narodowość, którą zawodnik legitymuje się w rozgrywkach FIBA. Zawodnicy mogą posiadać również inne obywatelstwa, spoza obszaru funkcjonowania FIBA, nie zostały one tutaj uwzględnione.
| Sezon                                  | Zawodnik                                                                | Nar.                                                                    | Klub                                                                    | Śr.                                                                     | Ref.                                                                    |
| Według średniej punktów (od 1990/1991) | Według średniej punktów (od 1990/1991)                                  | Według średniej punktów (od 1990/1991)                                  | Według średniej punktów (od 1990/1991)                                  | Według średniej punktów (od 1990/1991)                                  | Według średniej punktów (od 1990/1991)                                  |
| -------------------------------------- | ----------------------------------------------------------------------- | ----------------------------------------------------------------------- | ----------------------------------------------------------------------- | ----------------------------------------------------------------------- | ----------------------------------------------------------------------- |
| 1990–91                                | Greg Wendt                                                              | Stany Zjednoczone                                                       | TuS Bramsche                                                            | 36.3                                                                    | [ 1 ]                                                                   |
| 1991–92                                | Greg Wendt (2)                                                          | Stany Zjednoczone                                                       | TuS Bramsche                                                            | 30,6                                                                    |                                                                         |
| 1992–93                                | Greg Wendt (3)                                                          | Stany Zjednoczone                                                       | TuS Bramsche                                                            | 25,6                                                                    |                                                                         |
| 1993–94                                | Sergiej Babkow                                                          | Rosja                                                                   | TBB Trier                                                               | 24,1                                                                    |                                                                         |
| 1994–95                                | Bernard Thompson                                                        | Stany Zjednoczone                                                       | TBB Trier                                                               | 23,9                                                                    |                                                                         |
| 1995–96                                | Tony Dawson                                                             | Stany Zjednoczone                                                       | TSV 04 Leverkusen                                                       | 28,6                                                                    |                                                                         |
| 1996–97                                | Donald Williams                                                         | Stany Zjednoczone                                                       | Hertener Löwen                                                          | 25,3                                                                    |                                                                         |
| 1997–98                                | Keith Gatlin                                                            | Stany Zjednoczone                                                       | Gießen 46ers                                                            | 23,3                                                                    |                                                                         |
| 1998–99                                | Dirk Nowitzki                                                           | Niemcy                                                                  | DJK Würzburg                                                            | 22,5                                                                    | [ 1 ]                                                                   |
| 1999–00                                | Tyron McCoy                                                             | Stany Zjednoczone                                                       | TV 1860 Lich                                                            | 23,1                                                                    |                                                                         |
| 2000–01                                | John Best                                                               | Stany Zjednoczone                                                       | Bayer Giants Leverkusen                                                 | 22,9                                                                    |                                                                         |
| 2001–02                                | DeJuan Collins                                                          | Stany Zjednoczone                                                       | SV 03 Tübingen                                                          | 24                                                                      |                                                                         |
| 2002–03                                | B.J. McKie                                                              | Stany Zjednoczone                                                       | Gießen 46ers                                                            | 25                                                                      |                                                                         |
| 2003–04                                | B.J. McKie (2)                                                          | Stany Zjednoczone                                                       | TBB Trier                                                               | 22,1                                                                    |                                                                         |
| 2004–05                                | Narcisse Ewodo                                                          | Francja                                                                 | BG Karlsruhe                                                            | 21                                                                      |                                                                         |
| 2005–06                                | Andrew Wisniewski                                                       | Stany Zjednoczone                                                       | Baskets Bonn                                                            | 20,6                                                                    |                                                                         |
| 2006–07                                | Derrick Allen                                                           | Stany Zjednoczone                                                       | Bayer Giants Leverkusen                                                 | 16,5                                                                    |                                                                         |
| 2007–08                                | Timothy Black                                                           | Stany Zjednoczone                                                       | Paderborn Baskets                                                       | 21,3                                                                    |                                                                         |
| 2008–09                                | Omari Westley                                                           | Stany Zjednoczone                                                       | Giants Nördlingen                                                       | 15,9                                                                    |                                                                         |
| 2009–10                                | Chris Copeland                                                          | Stany Zjednoczone                                                       | TBB Trier                                                               | 16,9                                                                    |                                                                         |
| 2010–11                                | DaShaun Wood                                                            | Stany Zjednoczone                                                       | Deutsche Bank Skyliners                                                 | 18,9                                                                    |                                                                         |
| 2011–12                                | Bobby Brown                                                             | Stany Zjednoczone                                                       | EWE Baskets Oldenburg                                                   | 16,9                                                                    |                                                                         |
| 2012–13                                | Davin White                                                             | Stany Zjednoczone                                                       | Phoenix Hagen                                                           | 17,1                                                                    |                                                                         |
| 2013–14                                | Darius Adams                                                            | Bułgaria                                                                | Eisbären Bremerhaven                                                    | 18                                                                      |                                                                         |
| 2014–15                                | D.J. Kennedy                                                            | Stany Zjednoczone                                                       | MHP Riesen Ludwigsburg                                                  | 18                                                                      |                                                                         |
| 2015–16                                | Kyle Fogg                                                               | Stany Zjednoczone                                                       | Eisbären Bremerhaven                                                    | 18,2                                                                    | [ 1 ]                                                                   |
| 2016–17                                | Raymar Morgan                                                           | Stany Zjednoczone                                                       | Ratiopharm Ulm                                                          | 17,7                                                                    | [ 2 ]                                                                   |
| 2017–18                                | Philip Scrubb                                                           | Kanada                                                                  | Fraport Skyliners                                                       | 18,3                                                                    | [ 3 ]                                                                   |
| 2018–19                                | Will Cummings                                                           | Stany Zjednoczone                                                       | EWE Baskets Oldenburg                                                   | 20,5                                                                    |                                                                         |
| 2019–20                                | Nagroda nie została przyznana. Sezon został skrócony z powodu COVID-19. | Nagroda nie została przyznana. Sezon został skrócony z powodu COVID-19. | Nagroda nie została przyznana. Sezon został skrócony z powodu COVID-19. | Nagroda nie została przyznana. Sezon został skrócony z powodu COVID-19. | Nagroda nie została przyznana. Sezon został skrócony z powodu COVID-19. |

## Liderzy według narodowości
| Kraj              | Suma |
| ----------------- | ---- |
| Stany Zjednoczone | 35   |
| RFN / Niemcy      | 11   |
| Bułgaria          | 1    |
| Kanada            | 1    |
| Czechosłowacja    | 1    |
| Francja           | 1    |
| Rosja             | 1    |
| ZSRR              | 1    |
| Jugosławia        | 1    |